# ファントム・コルセア
ファントム・コルセア（Phantom Corsair）は、1938年にアメリカ合衆国で製造された試作車である。6人乗りの2ドアセダンであり、ヘンリー・J・ハインツの孫のラスト・ハインツと、カリフォルニア州パサデナのコーチビルダーであるボーマン&シュワルツ社のモーリス・シュワルツが設計した。試作車を1台製造しただけで量産化されることはなく、そのために「失敗作」とされることもある。しかし、フェアドイン・フェンダーや低い車高など、未来的な特徴や見た目は、時代に先駆けるものだったと評価されている。

## 設計
ボディの材質は鉄とアルミニウムで、全高が57 in (140 cm)と低く、ランボードは存在せず、フェンダーとサイドスカートは車体と一体化して車輪を覆っている。ドアハンドルがなく、車外とインストルメント・パネルに備えられたボタンを押すと電動で開閉する。インストルメント・パネルには方位磁針と高度計がついており、それとは別に、ドアが開いていることや、ライトやラジオがオンになっていることを示すランプがフロントガラスの上に付いている。全長237 in (600 cm)、全幅76.5 in (194 cm)で、前列には4人（うち1人はドライバーの左側に座る）座れたが、後列には飲料用ミニバーがスペースを占有していたため2人しか座ることができなかった。
シャーシは、当時「アメリカで利用可能な最も進んだシャーシ」であったコード810のものを使用した。コード810のシャーシは、前輪駆動のライカミング80゜V型8気筒エンジンを搭載し、電動4速のプリセレクタ・ギアボックス、完全独立サスペンション、調整可能なショックアブソーバーなどを備えていた。コルセアでは、これらの特徴は残しつつ、大型のボディに合わせてシャーシを改造している。
車両の重量は4,600 lb (2,100 kg)と重たいが、改造された125馬力の自然吸気エンジンと空力を考慮した設計により、115 mph (185 km/h)まで出すことができた。

## 製造
この車両の製造コストは2万4千ドル（2010年の貨幣価値換算で約37万ドル相当、同年の平均為替レートで3200～3300万円）だったが、ラスト・ハインツはこの車両を限定生産して1万2500ドルで販売する計画だった。しかし、1939年7月にハインツが自動車事故で死亡したことにより、販売計画は中止となり、製造されたのは試作の1台のみとなった。
唯一製造された試作のコルセアは、ネバダ州リノの全米自動車博物館（ハラー・コレクション）で展示されている。

## メディアへの登場
- ジャネット・ゲイナー、ダグラス・フェアバンクス・ジュニア、ポーレット・ゴダード、ビリー・バーク出演、デヴィッド・O・セルズニック制作の1938年の映画『心の青春（英語版）』(The Young in Heart)において、試作車の実物が撮影に使用され、"Flying Wombat"（空飛ぶウォンバット）と呼ばれている[4][6][7]。
- 短編記録映画シリーズ『ポピュラーサイエンス（英語版）』の1938年の一作で、この車両が取り上げられた[7]。
- 2011年のテレビゲーム『L.A.ノワール』でにおいて、運転可能な稀少車として実装された15台の中にこの車両がある[8]。

## ギャラリー

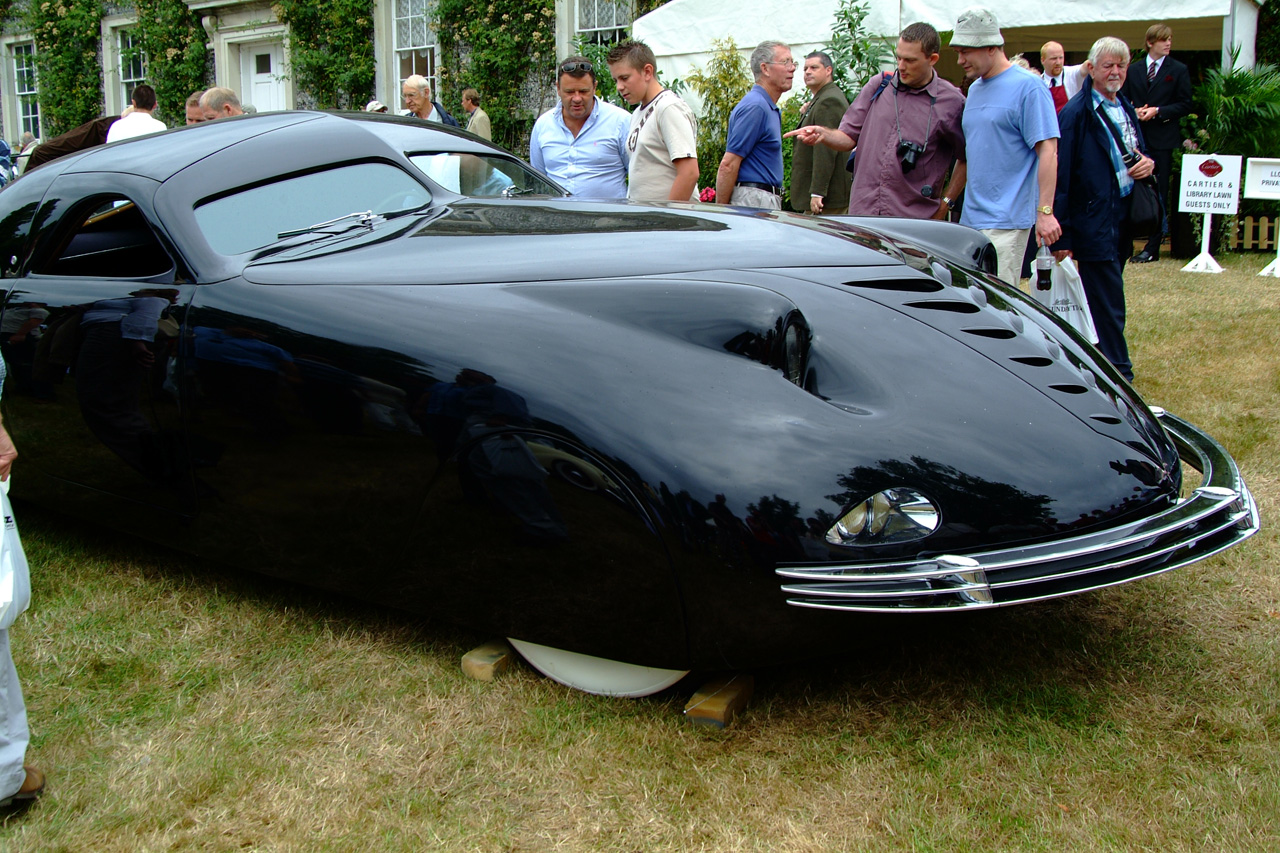
右側面（2006年のグッドウッド・フェスティバル・オブ・スピードにて）
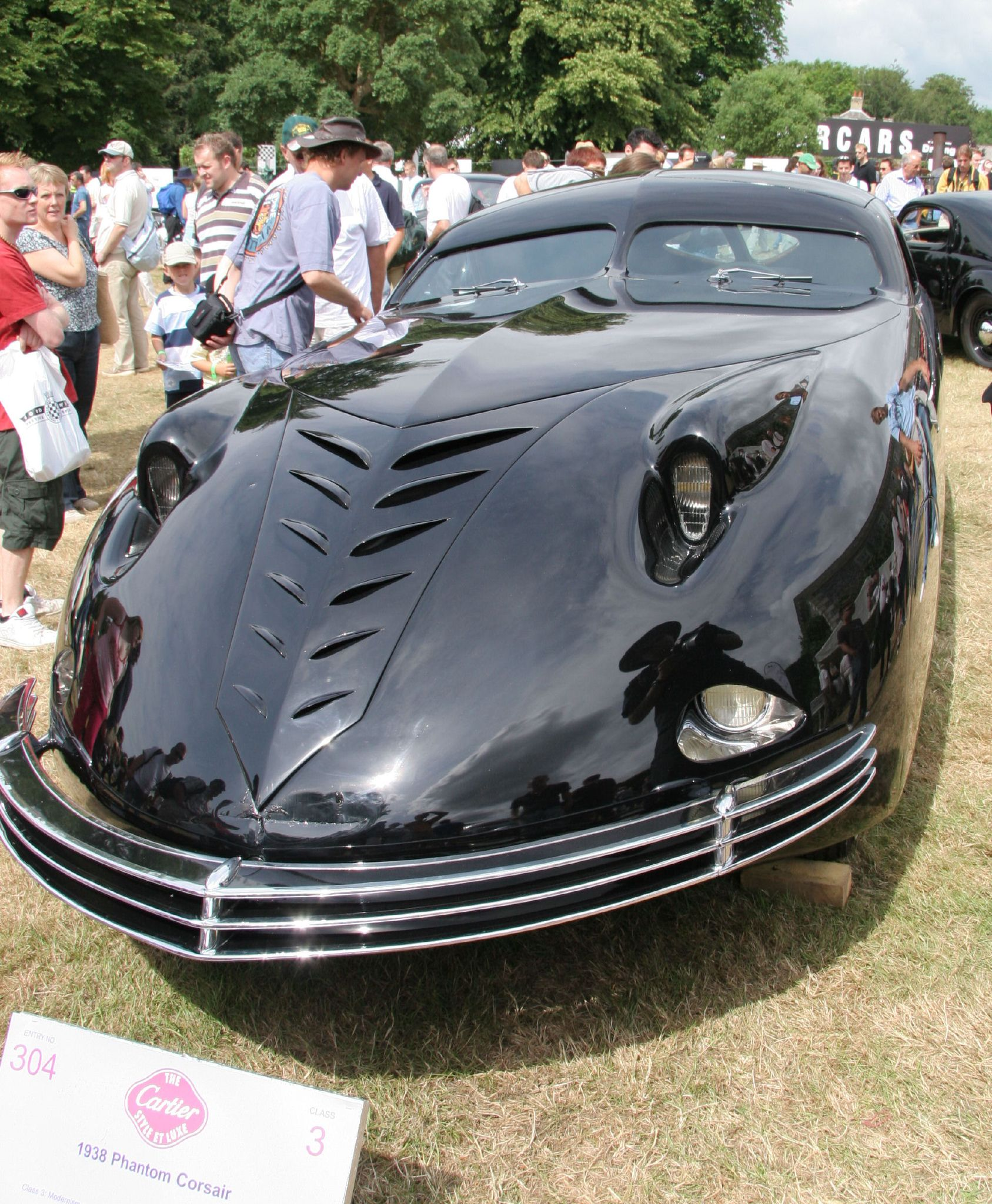
前面（2006年のグッドウッド・フェスティバル・オブ・スピードにて）
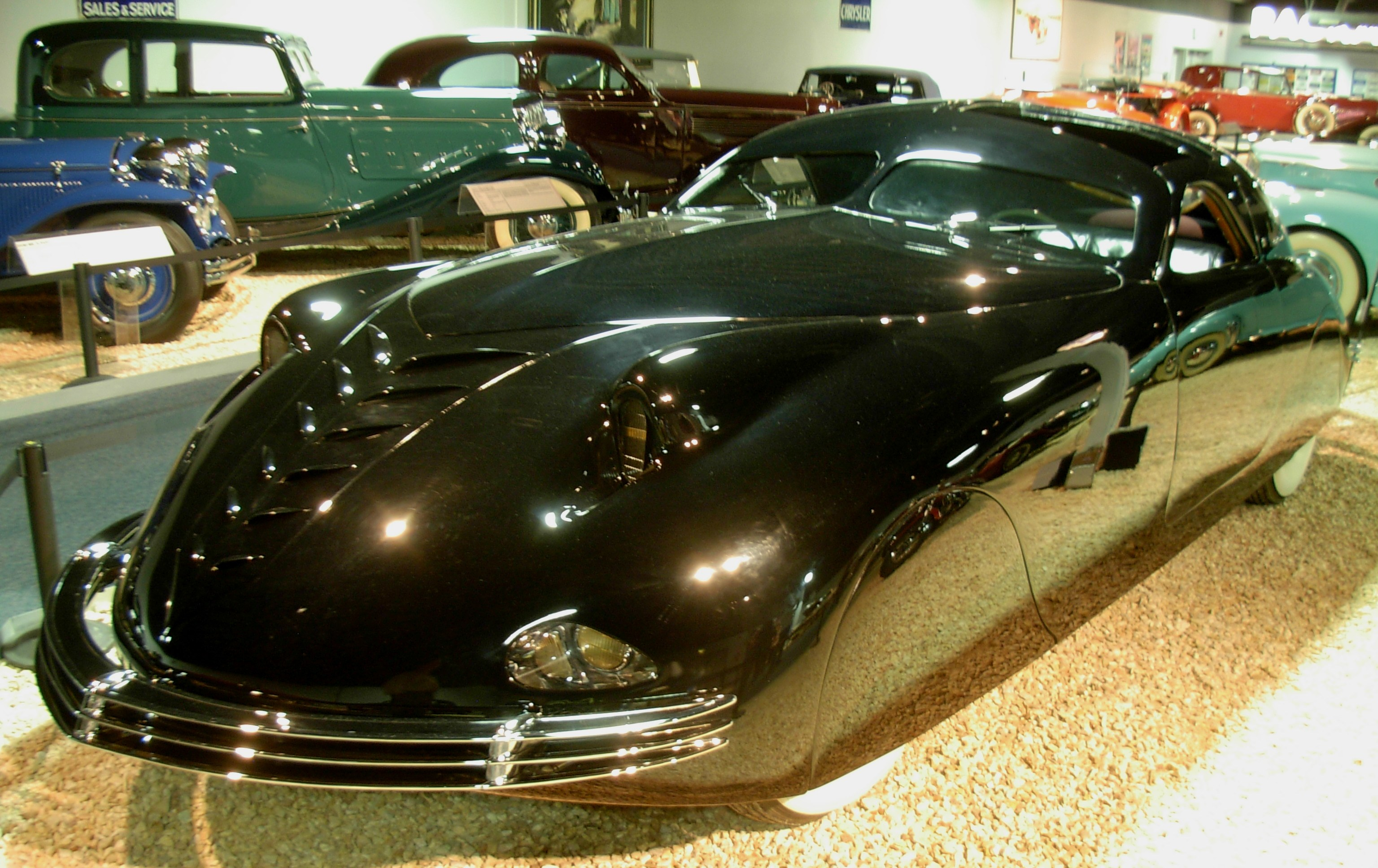
左側面（全米自動車博物館にて）
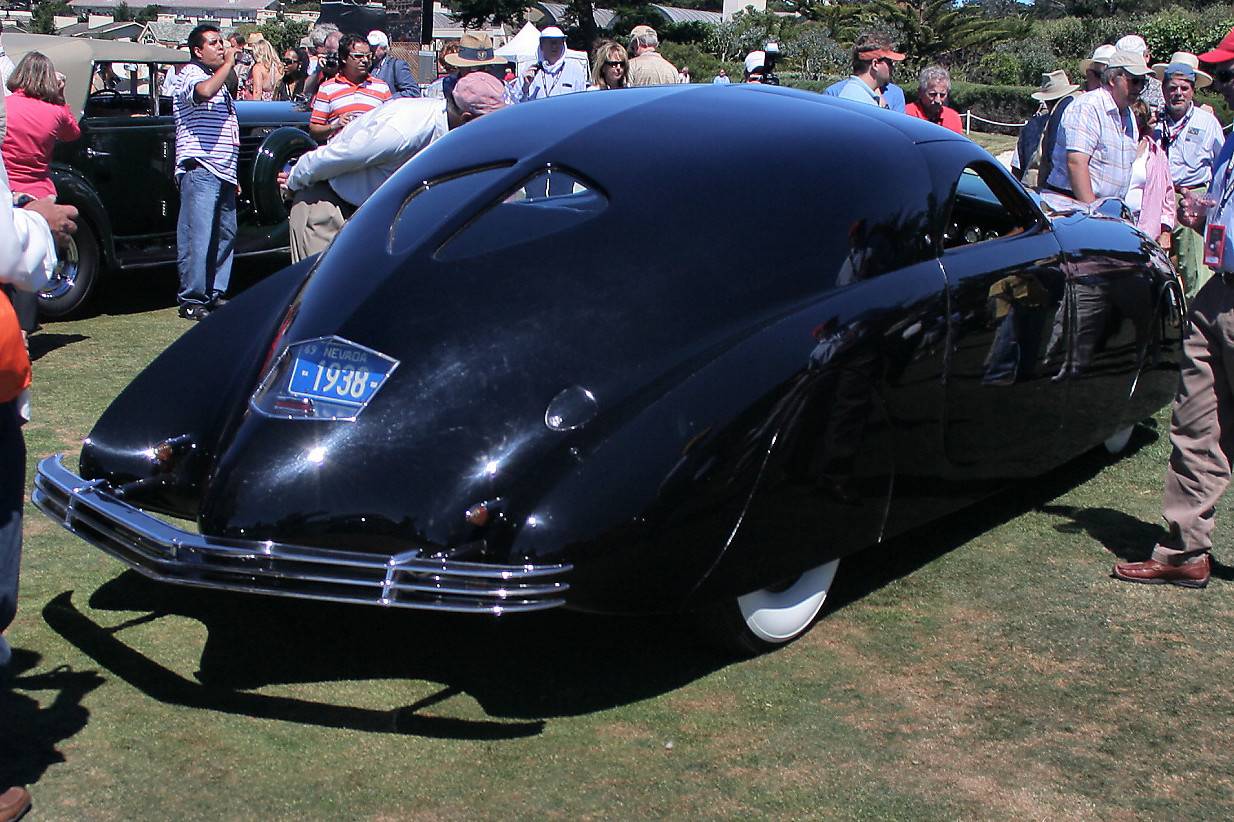
後面（2007年のペブルビーチ・コンクール・デレガンス（英語版）にて）